# 12. korpus (Avstro-Ogrska)
12. korpus (izvirno nemško 12. Korps) je bil korpus avstro-ogrske kopenske vojske, ki je bil aktiven med prvo svetovno vojno.

## Zgodovina
Ob pričetku prve svetovne vojne je bil korpus zadolžen za področje Madžarske.
Naborni kraj korpusa je obsegal: Beszterece, Brassó, Gyulafehérvár, Kolozsvár, Maros-Vásárhely, Szászváros, Székelyudvarhely in Nagyszeben.

## Organizacija
April 1914
- 16. pehotna divizija
- 35. pehotna divizija
- 12. konjeniška brigada
- 12. poljskoartilerijska brigada
- 12. oskrbovalna divizija

## Poveljstvo
Poveljniki (Kommandanten)
- Edmund zu Schwarzenberg: november 1849 - oktober 1850
- Georg von Ramberg (v.d.): november 1849 - oktober 1850
- Nikolaus von Lichtenberg-Schneeberg: oktober 1850 - april 1851
- Karl zu Schwarzenberg: april 1851 - junij 1858
- Friedrich von und zu Lichtenstein: julij 1858 - julij 1859
- Anton von Schönfeld: januar 1883 - julij 1888
- Anton Szveteney de Nagy-Ohay: julij 1888 - oktober 1893
- Theodor Galgóczy von Galántha: december 1893 - avgust 1896
- Emil Probszt von Ohstorff: avgust 1896 - junij 1905
- Josef Gaudernak von Kis-Demeter: junij 1905 - junij 1911
- Hermann Kövess von Kövessháza: junij 1911 - september 1915
- Johann von Henriquez: september 1915 - julij 1917
- Rudolf von Braun: julij 1917 - november 1918

Načelniki štaba (Stabchefs)
- Josef Weber: november 1849 - ? 1850
- Karl Drechsler: ? - oktober 1850
- Kronelius Hahn: oktober 1850 - ? 1851
- Franz Nadler: ? 1851 - oktober 1852
- Michael von Thom: november 1852 - ? 1853
- Ferdinand Poschacher von Poschach: ? 1853 - ? 1855
- Wenzel Unschuld: ? 1855 - julij 1859
- Leopold Gustas: januar 1883 - oktober 1886
- Kamillo von Gunesch: oktober 1886 - oktober 1892
- Heinrich Porges: oktober 1892 - oktober 1896
- Lothar von Hortstein: oktober 1896 - april 1903
- Stefan Sarkotic: april 1903 - julij 1907
- Anton Goldbach: maj 1911 - april 1914
- Egon Zeidler-Daublebsky von Sterneck: april 1914 - avgust 1916
- Franz Abele von und zu Lilienberg: avgust 1916 - junij 1917
- Alfred Dragoni von Rabenhorst: junij 1917 - november 1918